# Blas Mañes Palomar
Blas Mañes Palomar (Alcublas-Valencia, 1869-La Huérguina-Cuenca, 1936). Clérigo español, rector de la Iglesia Arciprestal de San Pedro y San Pablo de Ademuz (1903-1936), perteneciente entonces a la diócesis de Segorbe (Castellón),  asesinado al comienzo de la guerra civil española (1936-1939).
Fue uno de los 4.184 sacerdotes asesinados en el Bando republicano, víctima de la persecución religiosa desatada en la zona contra la Iglesia católica.

## Biografía
Nació el 4 de febrero de 1869, a las 3:00, siendo hijo legítimo de Manuel Mañes y de María Palomar, ambos naturales de Barracas (Castellón) y vecinos de Alcublas (Valencia).
El mismo día de su nacimiento fue bautizado en la parroquia de Alcublas —San Antonio Abad— por el reverendo don Manuel Ollero, beneficiado de dicha iglesia, por ausencia del cura regente, don Ignacio Aliaga. Se desconocen los datos referentes a la infancia del futuro sacerdote, suponiendo que estudiaría las primeras letras en la escuela de su localidad y posteriormente ingresaría en el seminario diocesano de Segorbe (Castellón). 
Después de ejercer como cura en otros pueblos de la diócesis, fue nombrado párroco y arcipreste de Ademuz (1903), siendo obispo de Segorbe monseñor Manuel María Cerero y Soler (1900-1907). Existen multitud de testimonios acerca de su vida como párroco de Ademuz:
- Uno dice que "no se le conoce ninguna mala acción"; por el contrario, "era persona caritativa, que hacía muchas limosnas, visitaba a los enfermos, ayudándoles en sus necesidades y hacía estipendios gratis de misas y rosarios". Vivió pobremente, "todo lo repartía entre los pobres y necesitados". Era "buen predicador, prudente y reservado", hasta el punto que "se le tenía por un santo…" (Manuel Domínguez Herrero, Ademuz, 1906-Almansa, 2001).[2]
- Otro refiere: "Claro que conocí a don Blas y le recuerdo muy bien, la mejor persona que he conocido…; hacía caso a todo el mundo y era muy caritativo con los pobres y enfermos. Cuando les visitaba, si llevaba algo de dinero siempre les dejaba alguna perra bajo la almohada…; no se lo daba, se lo dejaba bajo la almohada, como si no quisiera que se diesen cuenta de que había sido él". Para la festividad de san Antonio Abad, "don Blas repartía el pan del santo (…). Algunas mujeres le ayudaban a cortarlo (…), y lo repartía: a unos les daba un trozo, a otros medio pan y a otros un pan entero, pues él sabía la situación de todos y lo que necesitaba cada uno…" (Juan Herrero Hernández, Ademuz, 1922).[2]
- Además de haber estado al servicio de su feligresía durante 33 años –ejerciendo su ministerio sacerdotal y practicando la caridad cristiana-, participó activamente en el traslado de la preciosa pintura al temple y óleo sobre madera -conocida como La Virgen de la Leche y un donante (ca.1460)- desde la Ermita de Nuestra Señora de la Huerta hasta la parroquial (ca.1924), salvando la obra de Bertomeu Baró (1465-1480) para la posteridad, dadas las condiciones de abandono e inseguridad en que se hallaba la ermita.[3]

## Detención
Consta por el testimonio de Domingo Aparicio Hernández (Ademuz, 1922-Ibíd., 2009) que el sacerdote iba huyendo por la ribera del Turia, en dirección a Teruel y "lo cogieron por esa parte del río, frente a Torrebaja (Valencia)".
Durante su traslado a Torrebaja, los que lo conducían pasaron por la zona denominada “Casas de Guerrero”, donde el grupo tuvo un encuentro con la vecina Vicenta Valentín Pastor (Ademuz, 1906-Ibíd., 1983). Estando en Torrebaja fue visto en el interior de un vehículo de color negro por el vecino Cirilo Esparza Gómez (Torrebaja, 1911-Teruel, 2001). Desde Torrebaja avisaron a Ademuz, "porque enseguida subió gente a buscarle y se lo bajaron. Sí, entre otros fue el mismo presidente del Comité, un tal José Pérez Luz (…), que se lo bajó. Una vez allí (en Ademuz), donde el cerrado de don Jesús (Eced Carreras) se lo entregaron a la familia. Él tenía dos sobrinas (…). Y les advirtieron: «A tu tío, meterlo en casa y que no salga, que no le pasará nada…». Yo no sé lo que sucedería, si se hartaría de estar en casa y saldría o irían a buscarle; el caso es que lo volvieron a coger y entonces lo encerraron en el calabozo (de Ademuz)".
Consta por el testimonio de Mercedes Hernández de San Félix (Ademuz, 1937), nieta del alguacil municipal del Ayuntamiento de Ademuz de entonces —José Hernández Millán (Ademuz, (1862-Ibíd., 1937)— que el sacerdote fue detenido y encarcelado en el calabozo municipal de la villa, de donde fue sacado y conducido a su martirio. 
Según la misma informante, sucedió que “una noche vinieron y se lo llevaron. No, no sé si serían los mismos que lo habían traído o fueron otros; tampoco sé si eran del pueblo… Pero contaba mi padre que al sacarlo había por allí tres mujeres, y al pasar los hombres con don Blas preguntaron: <Pero, ¿dónde lo lleváis…?>. Parece que ellos no contestaron (…), pero ellas añadieron: <¡No gastéis mucha gasolina…, terminarlo pronto…!>.
Consta asimismo por el testimonio de Domingo Aparicio Hernández, que en el vehículo donde se llevaron a don Blas montó también uno de Ademuz…: “Aquel muchacho, llamado Julián el Castillejo, parece que se bajó en Salinas del Manzano (Cuenca). Pero después de la guerra la acumularon el haber participado en el asunto, aunque no había tenido nada que ver, pues, se bajó en Salinas… Al menos eso es lo que él repetía una y otra vez; pero no le valió, ya que lo fusilaron, y a los pocos días le llegó el indulto…”.

## Asesinato
Le condujeron en dirección a Cañete (Cuenca), desviándose poco antes de llegar a esta población, por una pista que conducía a Huérguina y Valencia, vía Landete (Cuenca) y Utiel (Valencia). El camión donde le llevaban detenido paró en la plaza de dicha localidad, frente al Comité revolucionario de la localidad, donde le dieron de beber en un botijo, según testimonio de la vecina Ramona Sausor Ortiz (1912-1985). El vehículo partió de Huérguina ya anochecido y al poco rato sonaron varios disparos, que oyó todo el pueblo... A la mañana siguiente, un mozo que iba a acarrear trigo con un carro -Cayo Sausor Ortiz (Huérguina,1914-Ibíd., 1988)- encontró en medio de la pista el cuerpo muerto de un hombre, rodeado de un charco de sangre. Enseguida se supo que era don Blas Mañes Palomar, el cura párroco de Ademuz. Lo enterraron allí mismo, al borde de la calzada, donde estuvo hasta que terminó la guerra.

## Exhumación del cadáver y traslado a Ademuz
Según testimonio de Domingo Aparicio Hernández: "A don Blas lo mataron y lo enterraron por debajo de La Huérguina, a la derecha de la carretera, en dirección a Utiel. Cuando acabó la guerra, mucha gente de Ademuz fue con un camión (…), desenterraron los restos del cura y se los trajeron para enterrarlos aquí (en Ademuz)… Fueron muchos, los que cabían en el camión; pero hubiera ido el pueblo entero; (…) era una persona buena, pero mucho buena, y claro, la gente le apreciaba. Por eso después de la guerra el Ayuntamiento puso una placa con su nombre, dedicándole la plaza del Rabal, donde la iglesia". Dicha placa ha sido recientemente retirada...
Existe una nota manuscrita en el Libro de Finados de la iglesia arciprestal de Ademuz, firmada por el párroco de entonces, don Elías Yuste Aguilar (18 de julio de 1939), que dice: «<Rvdo. D. Blas Máñez Palomar, párroco de esta arciprestal Iglesia. En la Villa de Ademuz, provincia de Valencia, Diócesis de Segorbe, día diez y ocho de julio de mil novecientos treinta y nueve yo el infrascrito cura encargado de la arciprestal iglesia de san Pedro y san Pablo mandé inhumar los restos de D. Blas Mañez Palomar, párroco que fue de esta por espacio de treinta y tres años, asesinado por las hordas rojas el día catorce de agosto de mil novecientos treinta y seis. Estuvo enterrado durante la revolución en el término municipal de la Güergüima (Cuenca) desde cuyo punto fue trasladado al cementerio de esta en el día de su inhumación. Se celebró en sufragio de su alma un funeral extraordinario con una imponente manifestación de duelo de todo el arciprestazgo. En fe de lo cual firmo, lugar y fecha ut supra. Elías Yuste Aguilar»>.
Una vez exhumado el cadáver, colocaron en el lugar del asesinato una cruz de madera bien labrada, que durante muchos años estuvo allí, señalizando el punto del primer enterramiento.
Años después de la inhumación de los restos mortales del sacerdote en el cementerio municipal de Ademuz, los familiares colocaron una lápida en mármol negro, con una inscripción que dice: «D. BLAS/ MAÑES PALOMAR/ CURA PÁRROCO DE ADEMUZ/ ASESINADO/ EL 14 DE AGOSTO 1936/ SUS SOBRINOS». En la margen derecha de la lápida figura un relieve con un Cristo coronado de espinas aferrado a una cruz. Cuando lo mataron, el clérigo contaba 67 años de edad.

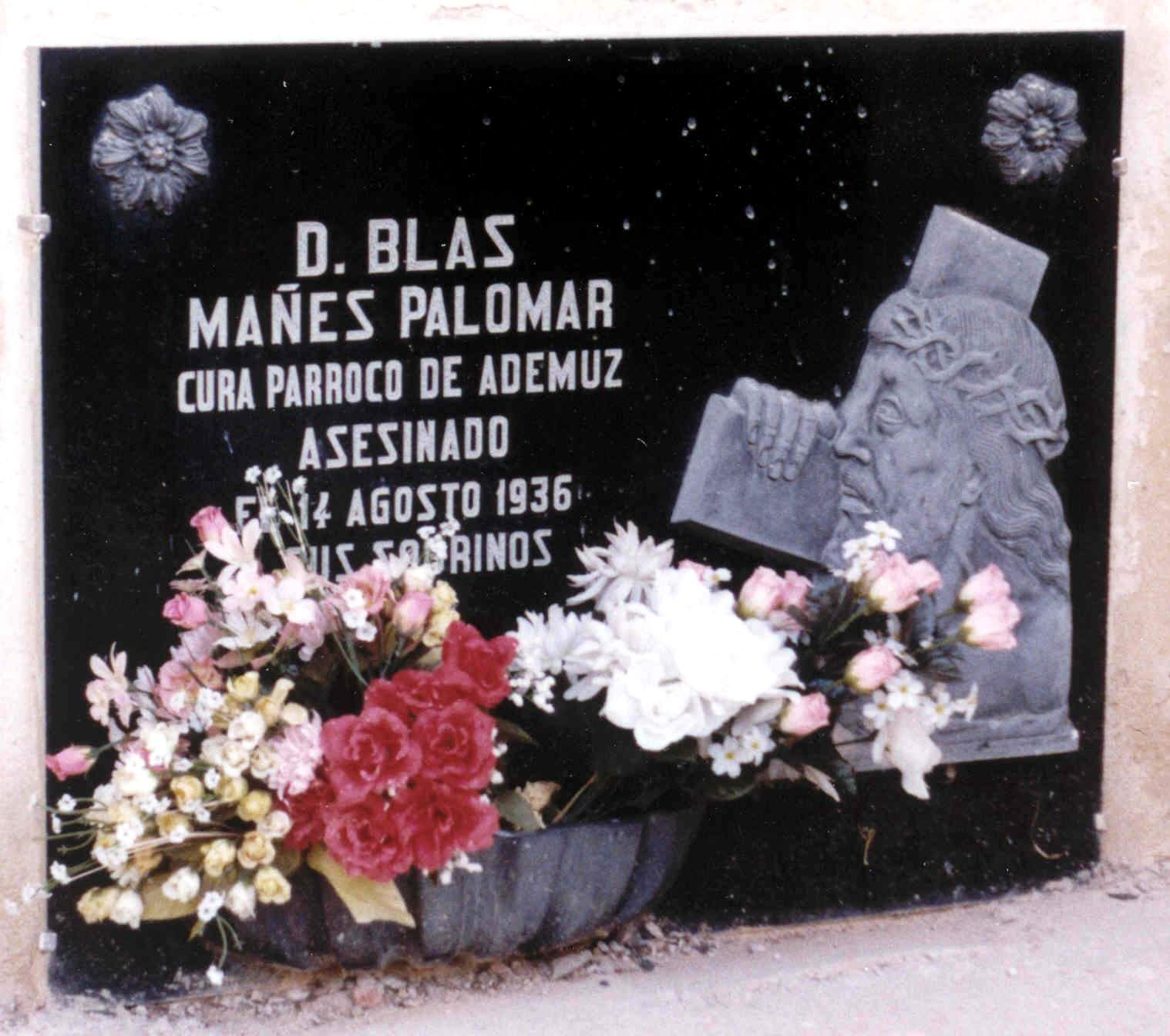
Detalle de la lápida de Blas Mañes Palomar, en el cementerio parroquial de Ademuz (Valencia).

## Otros clérigos víctimas de la guerra civil
Además de Blas Mañes Palomar, en la zona del Rincón de Ademuz y entorno comarcal fueron asesinados otros sacerdotes, entre los que se hallan: Ramón Fos Adelantado (1891-1936), natural de Segorbe (Castellón), a la sazón párroco de Corcolilla (Valencia), que fue muerto en el camino del rento de Barrachina a Casas Bajas (Valencia) y Agustín Navarro Zapata (1871-1936), natural de Fuentelespino de Moya (Cuenca), párroco de Henarejos (Cuenca), que fue muerto en el rento de Benarruel, zona inmediata a Negrón, aldea de Vallanca (Valencia).
Entre los fusilados en Paterna (Valencia) después de la Guerra Civil (1936-39), víctimas de la represión franquista, figuran dos personas cuyo nombre pudiera corresponder con los citados en el texto, José Pérez Sur/ José Pérez Luz, casado y de 33 años, jornalero, a la sazón presidente del Comité Revolucionario de Ademuz y Julio Castillejos Hernández, casado y de 27 años, labrador.